# Carcelia recilnata
Carcelia recilnata är en tvåvingeart som först beskrevs av Aldrich och Herbert John Webber 1924.  Carcelia recilnata ingår i släktet Carcelia och familjen parasitflugor. Inga underarter finns listade i Catalogue of Life.